# Grupo de Trabalho sobre Governança da Internet
O Grupo de Trabalho sobre Governança da Internet (GTGI) foi um grupo de trabalho da ONU formado depois da primeira fase da Cúpula Mundial sobre a Sociedade da Informação (CMSI), em 2003, para criar um acordo acerca do futuro da Governança da Internet. A primeira fase da CMSI concordou em continuar o diálogo sobre GI na Declaração de Princípios e no Plano de Ação adotados em 12 de Dezembro de 2003, para preparar uma decisão na segunda fase da CMSI, em Tunis, em Novembro de 2005. Dessa forma, a primeira fase da Cúpula requisitou ao Secretário-Geral das Nações Unidas a estabelecer um Grupo de Trabalho sobre Governança da Internet. O GTGI foi convidado a mostrar os resultados de seus trabalhos em um relatório "para consideração e ação apropriada" para a segunda fase da CMSI. A principal atividade do GTGI era investigar e apresentar propostas para ação sobre GI até 2005.
Ao grupo foi solicitado, nomeadamente, a lidar com as seguintes questões:
- Desenvolver uma definição de Governança da Internet;
- Identificar as questões de política pública relevantes para a GI;
- Desenvolver um entendimento comum dos respectivos papéis e responsabilidades dos governos, organizações internacionais existentes e outros fóruns, bem como o setor privado e a sociedade civil dos países desenvolvidos e dos países em desenvolvimento.
Pouco tempo antes do lançamento do relatório do GTGI, os Estados Unidos reiteraram seu poder sobre a ICANN e declararam que desejavam manter seu papel histórico na autorização de mudanças ou modificações no arquivo da zona de raiz.

## Grupo de Membros
O presidente do GTGI foi Nitin Desai e o coordenador executivo foi Markus Kummer.
Os 40 membros oficiais estão listados no último relatório e, além disso, existiam muitas pessoas que participaram das reuniões para contribuir com suas opiniões.

## Visão da Governança da Internet
O relatório do GTGI dividiu a Governança da Internet em quatro seções:
- Infraestrutura (principalmente o Sistema de Nomes de Domínio (DNS) e os endereços de IP)
- Questões relevantes à Internet como segurança e privacidade (incluindo spam e cybercrime)
- Propriedade Intelectual e Comércio Internacional
- Aspectos de Desenvolvimento (particularmente países em desenvolvimento)

## Propostas
Quatro opções para a gestão das questões de política pública relacionadas à Internet foram propostas no Relatório Final do GTGI, concluído durante a sua quarta reunião e apresentado aos participantes em 18 de Julho de 2005, na preparação para o encontro de Novembro em Tunis. As propostas todas incluíram a introdução de um fórum aberto multi-participante sobre Governança da Internet para dar maior influência aos interessados no mundo todo, incluindo a sociedade civil, o setor privado e os governos. Cada modelo incluiu também diferentes estratégias para o papel da supervisão, atualmente tido pelo Departamento de Comércio dos Estados Unidos.
Os modelos propostos foram:
1. Criar o Conselho Global da Internet (CGI), constituído por governos e participantes envovlidos em assumir o papel de supervisão dos EUA sobre a ICANN
2. Certificar que o Comitê Consultivo Governamental da ICANN é um fórum oficial para debate, reforçando a sua posição através da permissão do apoio de vários governos.
3. Retirar a supervisão dos EUA sobre a ICANN e restringi-lo ao papel técnico, formando o Conselho Internacional da Internet (CII) para gerenciar a maior parte dos aspectos ligados à administração da Internet.
4. Criar três novas entidades:
  - O Conselho Global de Política da Internet (GIPC) para gerenciar questões de política pública relacionadas à Internet.
  - A Corporação Mundial da Internet para Atribuição de Nomes e Números (WICANN) para assumir a partir da ICANN.
  - O Fórum Global de Goverança da Intenet (GIGF), um fórum de debate central para os governos.

## Expectativas
O tema mais polêmico da primeira fase da CMSI foi a Governança da Internet. Algumas pessoas defendiam uma abordagem mais estreita e técnica, por outro lado, outros preferiam uma abordam ampla, incluindo questões como propriedade intelectual, segurança, proteção de dados, etc..
De acordo com Markus Kummer, que foi o Coordenador Executivo do GTGI, não houve possibilidade de um acordo sobre apenas uma entidade responsável quanto a Governança da Internet, motivo que foi o principal para que o GTGI fosse criado.
Para Kummer, também é importante a participação no Grupo de todos os interessados, pois, segundo ele, essa participação é fundamental e é uma das razões pela qual a proposta original, que era a criação de discussão dentro do processo da CMSI, não foi aceita. Algumas pessoas acreditam que o processo da CMSI não se mostrou satisfatório quanto à inclusão da sociedade civil e do setor privado.
O GTGI, originalmente, teve a função não apenas de negociar, e de sim coletar fatos e redigir um relatório recomendando as soluções possíveis, de forma a conciliar a maior legitimidade possível na sua composição, porém limitando a quantidade de seus membros para garantir uma eficiência nos seus diálogos.

## Análise
Foi mostrado certo receio de que o aumento da governança trouxesse com ele mais regulamentações e taxas. Especialistas em TI mostraram dúvidas de que um órgão da ONU que não sabe necessariamente sobre Internet pode efetivamente coordenar a Internet tecnologicamente. O diretor da ICANN manifestou preocupações de que algumas das mudanças propostas representem um governo focado numa filosofia "top-down", e que é incompatível com a atual estrutura "bottom-up" da Internet encomendada pela política dos Estados Unidos. A posição negociativa do governo americano no Prepcom 3 de Tunis foi flexível quanto ao princípio do envolvimento global, bastante forte quanto à participação de todos os interessados, porém inflexível na necessidade do controle dos EUA permanecer em um futuro próximo, a fim de garantir a segurança e estabilidade da Internet. Isso geralmente se mostrou no apoio dos EUA às propostas permitindo que outros governos tenham um papel maior na gestão de seus ccTLDs, mas nenhuma mudança quanto ao gerenciamento ou controle do arquivo de zona de raiz (root zone file).
A maioria dos participantes querem evitar a politização da Internet, e alguns consideram o esforço do GTGI como o lançamento de um conjunto de ideias perigosas. Porém, outros acreditam que ele tem sido um fórum importante para a discussão sobre Governança da Internet, assim como um modelo de cooperação multilateral.
Os acordos alcançados em Tunis no final da Agenda de Tunis e no Compromisso de Tunis incluem a formação de um Fórum de Governança da Internet. Nenhum acordo foi feito quanto à função de supervisão.